# クォン・サンウ
クォン・サンウ（권 상우、1975年1月1日 - ）は、韓国の俳優。身長181cm.

## 略歴
- 韓南大学美術教育学科卒業。
- 2001年、ドラマ『おいしいプロポーズ』脇役でデビュー。
- 2003年、映画『同い年の家庭教師』520万人動員。
- 2004年、映画『マルチュク青春通り』、ドラマ『天国の階段』で、非常に高い人気を獲得する。その後、アジア各国で放送され日本でも注目を集める。
- 2008年9月28日、ソン・テヨンと結婚[5]。2009年長男、2015年長女誕生。

## 人物
- 本貫は安東権氏[6]。
- 映画『恋する神父』に出演した際に、プロテスタントから改宗し、カトリックの洗礼を受けることを宣言した[7]。
- 母子家庭で育ったためか、大のマザーコンプレックスで、母洪次善[8][9]が健康のために送ってくれる犬焼酒を愛飲している[10]。
- 2006年、西武ドームで難病児童を救うための募金運動チャリティイベント「Make A Wish Kwon Sang Woo」を開催。1億9538万円の売上を記録し、3000万円を寄付したと発表したが、受け取り側のボランティア団体は寄付は全く受けていないと反論。最終的に、サンウ側がイベントの出費が売上額を越えていたため、寄付は行わなかったと発表した[11]。
- 2010年6月12日、当て逃げ事件を起こし書類送検された[12]。ソウル市内を運転中、路上駐車をしていた車にセンターラインを越えて衝突する。更に自ら運転する車を後退させて追跡してきたパトカーにも衝突。そのまま後約300メートル走行したところで木に接触して停車すると車外へと逃げ、そのまま2日間逃走した。2日後の14日に出頭した。事故直後に逃走したことで飲酒運転の疑惑が浮上したが、出頭するまでに時間が経過しており、飲酒の測定は不可能であった。その後、彼には罰金700万ウォン（約52万円）が課せられた[13]。

## 出演作品

### 映画
- 火山高（2001年）
- ひとまず走れ!（英語版）（2002年）
- 同い年の家庭教師（2003年）
- マルチュク青春通り（2004年）
- 恋する神父（英語版）（2004年）
- 美しき野獣（2006年）
- 青春漫画（2006年）
- 宿命（英語版）（2008年）
- 悲しみよりもっと悲しい物語（英語版）（2009年）
- 戦火の中へ（2010年）
- 痛み（英語版）（2011年）
- 7日間の恋人（2012年、香港・中国合作映画）
- ライジング・ドラゴン（2012年、香港・中国合作映画）
- 劇場版 野王-序章-（2013年）
- 探偵なふたり（英語版）（2015年）  - カン・デマン役 ※日本公開は2016年2月[14]
- 探偵なふたり:リターンズ（英語版）（2018年）
- ラブ・アゲイン 2度目のプロポーズ（2019年）
- 鬼手（英語版）（2019年）
- ヒットマン エージェント:ジュン（2020年）
- パイレーツ: 失われた王家の秘宝（英語版）（2022年）
- スイッチ 人生最高の贈り物（2023年）
- ヒットマン リサージェンス（英語版）（2025年）

### テレビドラマ
- おいしいプロポーズ（英語版）（2001年、MBC） - イ・チュンシク役
- 真心の斧（2001年、SBS）
- 神話（2001年、SBS） - ヤン・ドルマン役
- ただいま恋愛中（英語版）（2002年、SBS） - ユン・ホジェ役
- 太陽に向かって（2003年、SBS） - カン・ソンミン役
- 天国の階段（2003年-2004年、SBS） - チャ・ソンジュ役
- 悲しき恋歌（2005年、MBC） - ソ・ジュンヨン / チェ・ジュンギュ役
- BAD LOVE〜愛に溺れて〜（2007年-2008年、KBS） - カン・ヨンギ役
- シンデレラマン（2009年、MBC） - オ・デサン / イ・ジュニ役
- レディプレジデント〜大物（2010年、SBS） - ハ・ドヤ役
- 冬のサクラ（2011年、TBS）
- 野王〜愛と欲望の果て〜（2013年、SBS） - ハリュ / チャ・ジェウン役
- メディカル・トップチーム（英語版）（2013年、MBC） - パク・テシン役
- 誘惑（英語版）（2014年、SBS） - チャ・ソックン役
- 推理の女王（英語版）（2017年、KBS） - ハ・ワンスン役
- 推理の女王2 〜恋の捜査線に進展アリ?!〜（英語版）（2018年、KBS） - ハ・ワンスン役
- 熱血弁護士 パク・テヨン 〜飛べ、小川の竜〜（英語版）（2020年、SBS） - パク・テヨン役
- 危機のX（2022年、wavve） - ユク・デウク役[15]
- カーテンコール（2022年、KBS） - ペ・ドンジェ役
- ハンガン警察（英語版）（2023年、Disney+） - ハン・ドゥジン役

### ミュージック・ストーリー
- チョ・ソンモ 『ベストアルバム Ace of Sorrow』
- チ・ヨンソン 「胸の痛み」
- チャ・ウンジュ 「解りません」
- Sad love story （序章）

### モバイル・ストーリー
- SKテレコム　CLEANER〜プロジェクトX〜（2002年）
- SKテレコム　マイ・グットパートナー（2003年）

### 作品書籍

#### ノベライゼーション
- キム・グァンス 『悲しき恋歌』に捧げた愛
- 『悲しき恋歌』 公式ガイドブック
- 『悲しき恋歌』で学ぶ愛のハングル
- クォン・サンウ 『美しき野獣』 公式写真集
- KWON SANG WOO RUNNING WILD
- 『美しき野獣』 公式フィルムブック　クォン・サンウ　ユ・ジテ　RUNNING WILD
- KWON SANG WOO 『BAD LOVE〜愛に溺れて〜』 OFFICIAL PHOTO BOOK
- ウォン・テヨン 『悲しみより悲しい話』

## 受賞歴
- 2002年　SBS演技大賞ニュースター賞
- 2003年　第20回コリアベストドレッサー賞男性俳優部門
- 2003年　第39回百想芸術大賞男性新人演技賞
- 2003年　第40回大鐘賞映画祭男性新人賞
- 2003年　SBS演技大賞ネチズン最高人気賞、10代スター賞
- 2004年　第25回青龍映画賞人気スター賞
- 2004年　第40回百想芸術大賞映画部門人気賞
- 2004年　第41回大鐘賞映画祭男性人気賞
- 2005年　第42回貯蓄の日大統領表彰
- 2007年　アンドレキム ベストスターアワード男性部門スター賞
- 2008年　第44回百想芸術大賞映画部門男性人気賞
- 2009年　スタイルアイコンアワーズ男性部門
- 2010年　SBS演技大賞ドラマ部門男性最優秀演技賞、10大スター賞

## CM

### 日本
- THE FACE SHOP
- F-CURE
- サプコ
- VENTINO
- 森永乳業「森永のおいしい牛乳」

### 韓国
- BANG BANG
- BILTMORE
- THE FACE SHOP
- Vivaldi Park
- THE HITE
- TRY
- Anycall
- MARU
- HAITAI BEVERAGE
- GSeストア
- Aminoup
- KTF -シネマパーティー
- KTF - Fimmスカイ ライフ
- KTF -端末機安心サービス
- KTF - Fimm無制限データ料金制
- KTF - Fimm IMT2000
- KTF - Fimm K/merce
- Ice Cafe
- 国民Pass card
- 韓南大学
- ibros
- Hangten
- KTアイコム

## 日本語吹き替え
『天国の階段』以降、ほとんどの作品で真殿光昭が担当しており、ほぼ専属になっている。
本人もサンウのファンであり、最初に吹き替えを担当した際には「すごくはまりました」と語っている。